# Alenka Jelovšek
Alenka Jelovšek, slovenska jezikoslovka, * 10. april 1984, Ljubljana.
Deluje kot znanstveni sodelavec na Inštitutu za slovenski jezik Frana Ramovša ZRC SAZU in raziskovalka pri pripravi Slovarja slovenskega knjižnega jezika 16. stoletja.

## Delo in izobraževanje
Alenka Jelovšek je raziskovalka zgodovine slovenskega jezika. Od leta 2014 je zaposlena kot raziskovalka v ZRC SAZU, na Inštitutu za slovenski jezik Frana Ramovša. V svojih raziskavah se osredotoča na slovenski knjižni jezik 16. stoletja, predvsem na razvoj pravopisnih norm in osebnih zaimkov; poleg tega raziskuje razvoj oblik nagovora v slovenščini skozi zgodovino. Pri svojem delu preizkuša možnosti uporabe sodobnih jezikovnih tehnologij za analizo zgodovinskih besedil. 
Po letu 2003, ko je maturirala na Gimnaziji Ravne na Koroškem, se je vpisala na študij slovenščine na Filozofsko fakulteto in na študij novinarstva na Fakulteto za družbene vede v Ljubljani, ter leta 2009 iz obeh smeri diplomirala. Leto kasneje je na Filozofski fakulteti diplomirala tudi iz splošnega jezikoslovja, nato od leta 2011 do 2012 delala kot asistentka za zgodovino jezika na Univerzi v Novi Gorici, potem pa leta 2014 diplomirala še iz zgodovine. Še isto leto je napisala doktorat na temo Osebni zaimki v jeziku slovenskih protestantskih piscev 16. stoletja.

## Diplomska dela

### Srbohrvatizmi nekoč in danes: analiza tiska med letoma 1945 in 2005
Alenka Jelovšek je svojo drugo diplomsko delo napisala leta 2009 v sklopu Fakultete za družbene vede Univerze v Ljubljani. V diplomskem delu je analizirala gradivo Delo, ki je leta 2009 veljalo za najbolj zastopan slovenski časnik. Avtorica je raziskovala tudi predhodnik časnika Delo: Slovenski poročevalec. V diplomskem delu je predstavila slovensko razmerje do srbohrvaških prevzetih besed, vse od začetka slovenskega knjižnega jezika do sodobnosti (do leta 2005). Natančneje se je osredotočila na obravnavanje obdobja po drugi svetovni vojni. Rabo srbohrvatizmov je v tem obdobju preverjala v gradivu iz časopisa Delo. Osnovna hipoteza je bila zastavljena nekoliko obširneje, ni izključno izpostavljala enega publicističnega besedila, tudi ne izrecno časa po drugi svetovni vojni. Postavila je hipotezo, da je obseg pojavljanja srbohrvatizmov v novinarskih besedilih odvisen od sočasnega jezikovnega in političnega odnosa piscev do srbohrvaščine in njenih govorcev ter od stopnje javne razprave o jezikovnih vprašanjih, povezanih s prevzemanjem izrazov tega jezika.
S svojim raziskovanjem je Alenka Jelovšek uspela dokazati, da so družbeno-politične razmere in jezikovnokulturna prizadevanja vplivala na obseg uporabe prevzetih srbohrvaških besed v časniku Delu in predhodniku Slovenskem poročevalcu.

## Doktorska dela

### Osebni zaimki v jeziku protestantskih piscev 16. stoletja
Leta 2014 je Alenka Jelovšek napisala doktorsko disertacijo z naslovom Osebni zaimki v jeziku protestantskih piscev 16. stoletja. Z njenim delom so bili slovenski osebni zaimki prvič izčrpno obravnavani. V disertaciji so predstavljene pisna, oblikovna in oblikoskladenjska podoba osebnih zaimkov slovenskega knjižnega jezika v 16. stoletju. Avtorica je raziskala in popisala vse različice iz tega obdobja in določila razmerja med njimi na podlagi izpisa del slovenskih avtorjev – pomembnejši so Primož Trubar, Jurij Dalmatin in Sebastijan Krelj. Osredotoči se na zgodovinski razvoj osebnih zaimkov in na spremembe, ki so nastajale med njim. Predstavi tudi pomenske in oblikovne značilnosti osebnih zaimkov s poudarkom na definicijah zaimkov, splošni jezikoslovni teoriji in pomenskem ter morfološkem kriteriju za delitev zaimkov. Raziskuje posebnosti in na podlagi ohranjenih slovenskih rokopisov
predstavi splošen pregled oblikovnega razvoja osebnih zaimkov od indoevropskega prajezika prek praslovanščine do slovenščine druge polovice 16. stoletja. Alenka Jelovšek v sklepu doktorske disertacije izpostavi dvojničnost, ki je posledica predvsem narečne podlage avtorjev in njihovih pogledov na jezikovno normo, pa tudi postopne pluralizacije dvojinskih oblik. 
Njeno raziskovanje za diplomsko disertacijo je prispevalo k rešitvam, ki so bile vpomoč takrat nastajajočega Slovarja slovenskega knjižnega jezika 16. stoletja.

## Projekti in publikacije

### Gorske bukve 1582
Kot urednica sodelovala pri Gorskih bukvah 1582, prevodu štajerskega gorskega zakona (1543), ki ga je leta 1582 pripravil Andrej Recelj. Gre za dokument t.i. gorskega prava, ki je urejalo razmerje na vinogradniških zemljiščih od srednjega veka do 19. stoletja. Ker se je na gorskih zborih na slovenskem ozemlju v pravnem uradovanju uporabljala slovenščina, je skozi stoletja nastalo več prevodov nemškega besedila štajerskega gorskega zakona iz leta 1543. Dotični zakon si v slovenski zgodovini zasluži posebno mesto kot najstarejše ohranjeno zakonsko besedilo v slovenskem jeziku in kot eno najstarejših slovenskih besedil s posvetno vsebino sploh. Poleg tega gre za najdaljše ohranjeno slovensko besedilo katoliškega avtorja iz 16. stoletja, ki nam omogoča vsaj delni vpogled v jezik, kot se je vzporedno s knjižnim jezikom protestantov v tem obdobju oblikoval v katoliških krogih, ter hkrati osvetljuje razmerje med pisnim in sočasnim govorjenim jezikom. Prinaša tudi bogato besedišče, ki ga je prevajalec črpal iz ljudskih izrazov v zvezi z vinogradništvom ter iz tradicije ustnega sodstva, zlasti gorskega prava, v okviru katerega se je izoblikovalo slovensko pravno izrazje. Monografija poleg kritičnega prepisa in jezikovne posodobitve prinaša tudi več razprav, ki besedilo in njegovega avtorja ter sam rokopis osvetljujejo z literarnozgodovinskega, zgodovinskega, jezikoslovnega in pravnozgodovinskega vidika, predstavljen pa je tudi zgodovinski pomen zemljišč, podvrženih gorskemu pravu, v kraju, kjer je v času prevajanja deloval prevajalec Gorskih bukev.

### Slovar slovenskega knjižnega jezika 16. stoletja
Alenka Jelovšek je raziskovalka pri pripravi Slovarja slovenskega knjižnega jezika 16. stoletja. Prvi zvezek slovarja je bil v knjižni obliki izdan 7. septembra 2021 pri založbi Zrc . Gre za doslej najobsežnejši in najnatančnejši zgodovinski slovar kakega obdobja slovenskega knjižnega jezika. Prvi zvezek slovarja (A–D) vsebuje 3027 slovarskih sestavkov, od tega 2061 razlagalnih in 966 kazalčnih. Opisanih je 3414 pomenov iztočnic. Je razlagalni zgodovinski slovar in prinaša popoln popis pomenskih, slogovnih, oblikoslovnih, glasoslovnih, večkrat pa tudi skladenjskih pojavov pri posamezni iztočnici.
Slovarski korpus predstavljajo vsa slovenska besedila ohranjenih natisnjenih del slovenskih protestantskih piscev 16. stoletja od leta 1550 do 1595 in slovenski del večjezičnih Megiserjevih slovarjev (1592, 1603). Temelj za izdelavo prvega dela slovarja je listkovni korpus, v katerem je vsaka beseda sobesedilno prikazana v vsakokratni rabi.
V zadnji fazi je bil dopolnjen z digitalnim Korpusom 16, ki obsega prepise 45 knjižnih del na 12.945 straneh.